# Friedrich Opfergeldt

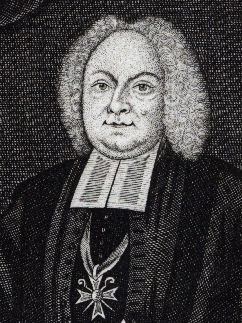
Friedrich Opfergeldt

Friedrich Opfergeldt (auch Friedrich Opfergelt; * 3. Dezember 1668 in Breslau; † 5. Oktober 1740 in Magdeburg) war ein deutscher lutherischer Theologe und Geistlicher.

## Leben
Friedrich Opfergeldt wurde in Breslau als Sohn des Fleischers Andreas geboren. Die Mutter Eva war eine geborene Ulrich. Schon früh sahen die Eltern vor, dass er später Prediger werden sollte. Seit 1676 besuchte er das Elisabethanische Gymnasium und wurde nebenbei von Hauslehrern unterrichtet. Seit 1683 besuchte er auf seines Vaters Wunsch die Jesuitenschule in Posen, wo er seine Kenntnisse erweiterte und die polnische Sprache erlernte. Weil er lutherischer Konfession war, wurde er in der Schule benachteiligt. Daher war er froh, als er wieder in seine Vaterstadt zurückkehrte. Dort wurde er Choralschüler an der Heiliggeistkirche und besuchte das Maria-Magdalenen-Gymnasium. Dort erlernte er die hebräische Sprache.
Seit 1688 besuchte Opfergeldt das Gymnasium in Thorn, wo am 23. Dezember seine abschließende Disputation stattfand. Anschließend ging er an die Universität Königsberg. 1689 besuchte er auch Vorlesungen an der Universität Leipzig. Die Universität Wittenberg ernannte ihn  am 28. April 1696 zum Magister. Bereits zuvor wurde er Hauslehrer und tätigte kurze Reisen. Noch im Jahr seiner Magisterpromotion ging er zurück nach Breslau und predigte dort die ersten Male; dies wurde positiv aufgenommen. Außerdem unterrichtete er junge Adelige.
1697 wurde Opfergeldt als Diaconus nach Festenberg berufen. Später wurde er ordiniert. 1703 reiste er nach Berlin, auf dem Rückweg durch Magdeburg, Halle (Saale), Zeitz, Leipzig, Breslau, wo er überall Gelehrte kennenlernte.
In Festenberg hielt Opfergeldt zu Sonn- und Festtagen Predigten, und auch Bet- sowie Erbauungsstunden. Dabei hielt er sich streng an die kirchlichen Bücher. Dennoch klagte ihn seine Gemeinde des Pietismus an, und er wurde deswegen verfolgt. Dabei habe Opfergeldt, wie Heinrich Döring beschreibt, mit ungeheuchelter Religiosität und Moral gelebt.
1707 wurde Opfergeldt schließlich zum Pastor ernannt, außerdem als Ministeriumssenior, als Inspektor und Präses des geistlichen Interims-Gerichts eingesetzt. 1711 wurde er zum Inspektor und Pastor in Nauen berufen. 1721 verließ er Nauen, weil er zum Propst und Prälaten am Kloster Unser Lieben Frauen in Magdeburg berufen wurde. Von 1727 bis 1740 lebte er dort im Haus Regierungsstraße 2.

## Wirken
Opfergeldt galt als gründlich gelehrter Mensch, und dies auch außerhalb der Theologie. Er schrieb asketische Werke, wie die dreiteilige Uebung in der wahren Gottseligkeit oder das geistliche Handbüchlein. Auch schrieb er mit Bibliotheca selecta den Predigtkandidaten eine Anleitung für die Pflichten des Predigerberufes. Weiter schrieb er Praecipua S. Scripturae et Ecclesiae fata, in der er davon erzählte, welche Schicksale sowohl Bibel als auch christliche Kirche im Laufe der Zeit ertragen mussten. Außerdem sammelte er einen kleinen Vorrath von Gebeten und Liedern zur Hausandacht.

## Werke
- Dissertatio ethica (Thorn 1688)
- Sonderbare Feste (Brieg 1696)
- Uebung in der wahren Gottseligkeit (drei Teile, Halle 1704)
- Getreuer Onesimus (Berlin 1714)
- Bibliotheca selecta, für die, so sich dem heiligen Predigtamt gewidmet (Magdeburg 1718)
- Geistliches Handbüchlein (Berlin 1719)
- Aufrichtige Nachricht von den jüdigen Lehrern und ihren zur Exegese und den Antiquitäten gehörigen Schriften (Halle 1730)
- Erste Predigt auf der neuen Kanzel der Klosterkirche zur L. Fr. in Magdeburg, nebst einer Nachricht von diesem Kloster (Magdeburg 1730)
- Praecipua S. Scripturae et Ecclesiae fata, d. i. das Wichtigste, was sich mit der heiligen Schrift und der Kirche Gottes im Alten und Neuen Testament zugetragen (Magdeburg 1731)
- Kleiner Vorrath von Gebeten und Liedern (Magdeburg 1736)
- Schriftmäßige Dispositionen des kleinen Katechismi Lutheri, sammt der Haustafel (Magdeburg 1736)